# Brigadeführer

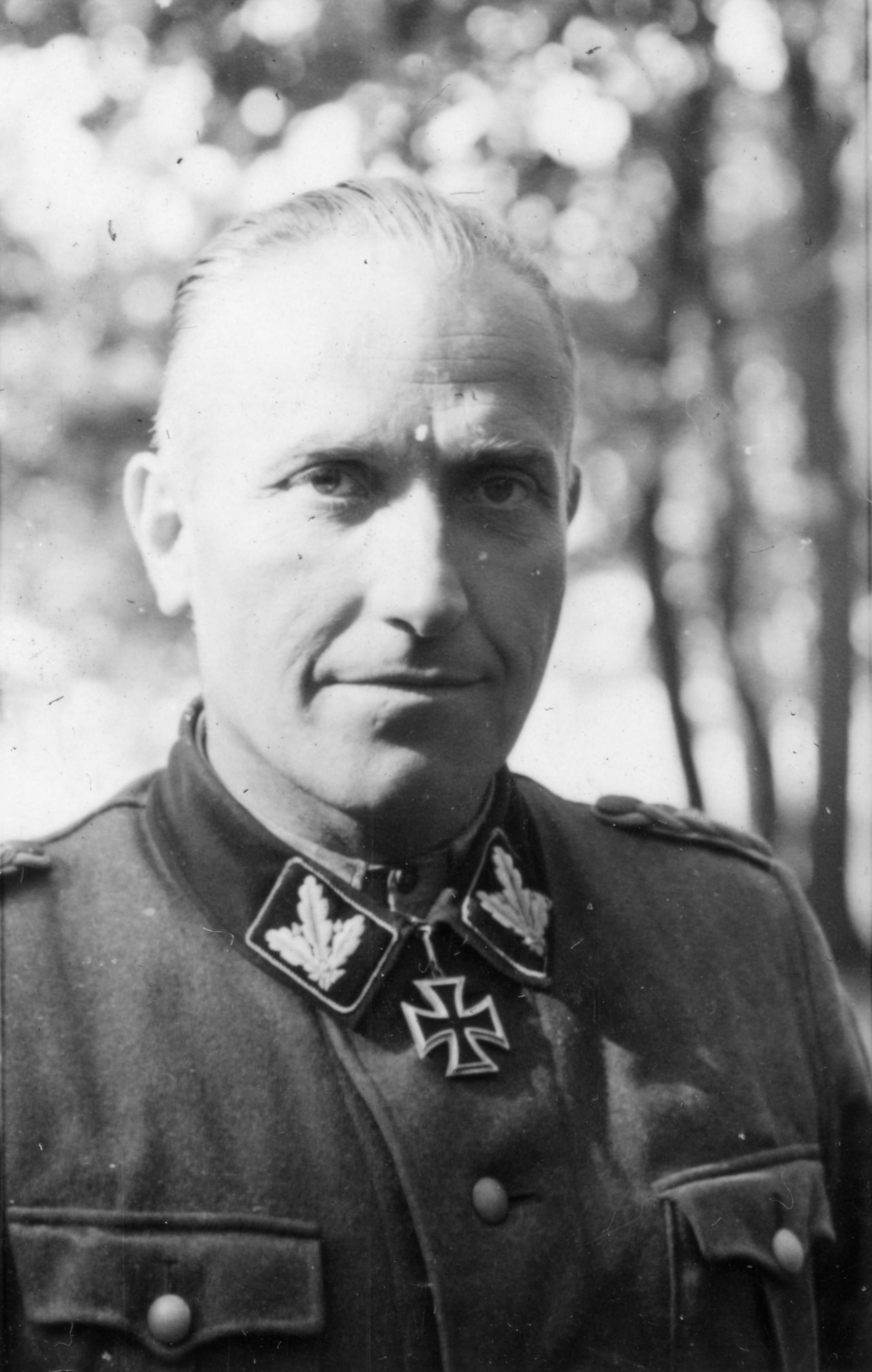
purtând aici însemne de Brigadeführer SS și Generalmajor al Waffen-SS

Brigadeführer (germană: [bʁiˈɡaːdəfyːʁɐ], în traducere „comandant de brigadă”) a fost un grad paramilitar al Partidului Nazist (NSDAP) care a fost folosit între anii 1932 și 1945. A fost cunoscut în principal pentru utilizarea sa ca grad SS. A început să fie folosit ca grad SA, după ce a fost cunoscut pentru scurt timp ca Untergruppenführer⁠(d) la sfârșitul anului 1929 și în cursul anului 1930.
Acest grad a fost creat pentru prima dată în urma extinderii dimensiunilor organizației SS și a fost atribuit ofițerilor aflați la comanda unităților SS-Brigaden. Denumirea unităților SS-Brigaden a fost schimbată în 1933 în cea de SS-Abschnitte; cu toate acestea, gradul de Brigadeführer a continuat să fie folosit.
Inițial, Brigadeführer era considerat al doilea grad de general al organizației SS, fiind situat între Oberführer și Gruppenführer⁠(d). Acest lucru s-a schimbat odată cu înființarea organizațiilor Waffen-SS și Ordnungspolizei. În ambele organizații, Brigadeführer era echivalentul gradului de Generalmajor⁠(d), fiind superior gradului de Oberst⁠(d) din Armata Germană sau din Poliția Germană. Gradul de Generalmajor era echivalentul gradului de general de brigadă, general cu o stea în Armata SUA.
Însemnele pentru Brigadeführer au fost la început două frunze de stejar și un sâmbure argintiu, dar au fost schimbate cu trei frunze de stejar în aprilie 1942, după înființarea gradului de SS-Oberst-Gruppenführer⁠(d).
Brigadeführer-ul din Waffen-SS sau din Ordnungspolizei purta, de asemenea, însemnele de pe umăr ale gradului de Generalmajor și era denumit ca atare după gradul lui din SS (de ex. SS-Brigadeführer und Generalmajor der Waffen-SS und Polizei).

## Însemne

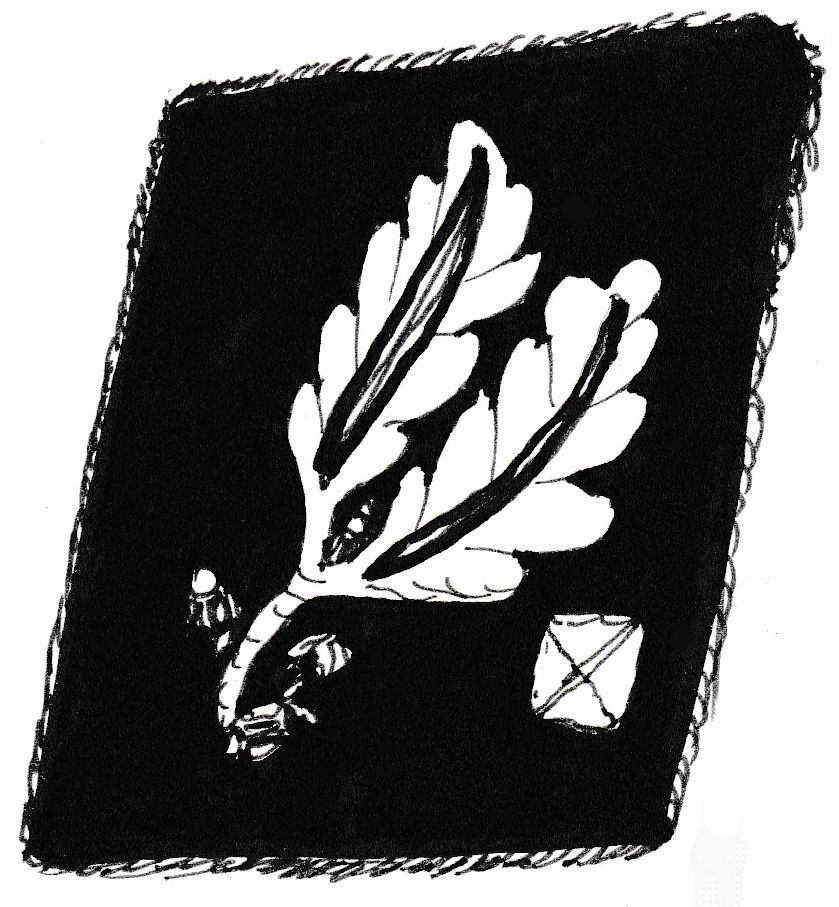
Petliță⁠(d) până în aprilie 1942 (Allgemeine SS⁠(d) și Waffen-SS)
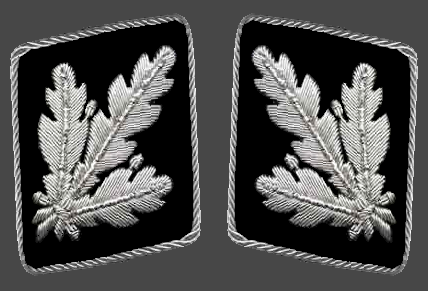
Petliță în perioada 1942–1945 (Allgemeine SS și Waffen-SS)
Epolet (Waffen-SS)
Petliță pentru membrii organizației NSKK⁠(d)
Petliță pentru membrii organizației NSFK⁠(d)